# Совки (Киев)
Со́вки (укр. Со́вки) — историческая местность, селение в Киеве, расположенное между проспектом Валерия Лобановского, улицами Кайсарова, Михаила Максимовича и Жулянами. Основные улицы — Каменяров, Яблоневая, Сумская, Мостовая, Колосковая. Прилегают к местностям Жуляны, Александровская слободка, Ширма.

## История
Происхождение названия точно не установлено. По одной версии, местность получила название птиц Совок, которые водились в лесах на той территории.
Совки впервые упомянуты во второй половине XIV века как загородный двор киевского князя Владимира Ольгердовича. Под названием Сувки (Сувка) упомянуты как владения Доминиканского монастыря, которые в 1612 году были проданы шляхтичу Ярошу Покаловичу. В 1618 году приобретены Киево-Печерской лаврой, а в 1656 году — Софийским монастырём.
Про Совки, по состоянию на середину XIX века, Л. Похилевич в труде «Сказания о населенных местностях Киевской губернии» писал:

«Совки деревня близ Киево-Лыбедского кладбища. Жителей обоего пола 161. Она разбросана по живописным оврагам, поросшим густым кустарником. Пруд в деревне и при нём мельница принадлежат с 1850 года митрополитанскому дому взамен пруда, отданного кадетскому корпусу. Здесь же находится свечной восковый завод, устроенный в 1837 году бывшим градским главой Ходуновым, а ныне принадлежащий его зятю купцу Н. Н. Балабухе. Совки принадлежали до 1787 года Киево-Печерской Лавре, которой и ныне близ деревни принадлежит хорошая пасека».

С 1923 года Совки — в границах Киева, до этого входили в Киевский уезд Киевской губернии. До 1923 года были центром сельского совета и лишь в 1923 году были окончательно подчинены городу. По состоянию на 1932—1933 год почти 90 % населения составляли рабочие, а потому Совки почти не пострадали от голода, охватившего тогда многие регионы России, Украины, Казахстана и др. районы СССР.
Издавна и до 1-й трети XX века Совки имели лишь две улицы — начальные части современных улиц Крутогорной и Каменяров.
В течение 1930—1950-х годов Совки приобрели современный вид, когда под застройку были освоены возвышения над Совскими оврагами. Тогда же сформировалась сетка улиц и переулков (32 улицы и переулка) и застроена основная часть существующей одноэтажной усадебной застройки.
Совки дали название Совским прудам, кладбищу, улицам и переулкам, которые существовали или существуют (ныне название Совская имеет одна из улиц Жулян).